# Mohammad Shtayyeh
Mohammad Ibrahim Shtayyeh o Xtaieh (àrab: محمد اشتية, Muḥammad Ixtayya) (Tell, Nablús, 17 de gener de 1958) és el primer ministre (en funcions) de Palestina des del 2019. El 26 de febrer 2024 ha anunciat la seva dimissió i la del seu govern. Va ser ministre de treballs públics i habitatge i ministre del Consell Econòmic Palestí per al Desenvolupament i la Reconstrucció.
És doctor en desenvolupament econòmic per la Universitat de Sussex. Va treballar com a professor i degà a la Universitat de Birzeit i ha publicat diversos llibres sobre economia, política i història.

## Educació
Shtayyeh és llicenciat en administració d'empreses i economia per la Universitat de Birzeit, on es va graduar el 1981. A continuació, va assistir a l'Institut d'Estudis per al Desenvolupament de la Universitat de Sussex, a Brighton (Regne Unit) per realitzar el seu doctorat en desenvolupament econòmic, obtenint el títol el 1989.

## Carrera
Shtayyeh va ser professor de desenvolupament econòmic entre 1989 i 1991 a la Universitat de Birzeit (Palestina). Posteriorment, va ser degà d'afers estudiantils fins al 1993.
De 1994 a 1996, Shtayyeh va ser director d'administració i finances del Consell Econòmic Palestí per al Desenvolupament i la Reconstrucció (PECDAR). En aquest càrrec, va mantenir les bases de dades dels donants i va proporcionar finançament als projectes de desenvolupament finançats per l'organització; supervisar i va informar sobre totes les assignacions i la utilització dels projectes, i va establir sistemes transparents i sòlids de gestió financera i presentació d'informes reconeguts pels socis i donants internacionals. Posteriorment va ser nomenat ministre, càrrec que ocupa des de 1996, i gestiona un fons d'inversió de més de 1.600 milions de dòlars i és responsable de l'execució i el seguiment de tots els projectes nacionals per a Palestina finançats per l'Autoritat Nacional Palestina i socis internacionals.
Des de 1995 fins a 1998, va ocupar el càrrec de secretari general de la comissió electoral central de l'Autoritat Nacional Palestina. Des de 2005, ha estat el governador palestí del Banc Islàmic. Entre 2005 i 2006, i de nou entre 2008 i 2010, va ser ministre d'Obres Públiques i Habitatge.

## Negociacions de pau
Shtayyeh ha participat en les negociacions palestino-israelianes des de la Conferència de Madrid de 1991 i ha estat membre de la delegació negociadora palestina en diverses ocasions. Com a Secretari General de la Comissió Electoral Central de Palestina, va aconseguir un acord amb Israel per cooperar en la celebració de les eleccions presidencials i legislatives palestines.

## Primer ministre de Palestina
Des que va ser investit com a primer ministre de Palestina a l'abril de 2019, es va comprometre en les negociacions de pau entre Hamàs, que governa la Franja de Gaza, i el Govern Palestí, present a Cisjordània. També va aconseguir arribar a un acord amb l'Iraq per importar petroli iraquià per un preu inferior al que el Govern pagava abans a Israel. També considera que la presència israeliana a Palestina com una forma de colonialisme.

## Servei comunitari
- President, Patronat, Universitat Àrab Americana, Jenin
- Membre, Patronat de la Universitat Al-Quds, Jerusalem
- Membre del Patronat de la Universitat Al Najah de Nablus
- Membre de la Junta de l'Acadèmia Palestina de Ciències de la Seguretat de la Universitat Alistiqlal
- Membre del Patronat de l'Associació per a la No-violència de l'Orient Mitjà
- Membre del Fons de desenvolupament palestí
- Membre del Comitè Nacional de Treball Voluntari
- Membre fundador del Palestine Housing Council
- President, Junta de l'Associació d'Economistes Palestins
- Consell assessor, comitè d'informació i comunicació, despatx del president
- Cap de la campanya de socors de Síria 2012

## Publicacions
- Al Mokhtasar Fi Tareekh Falastin. Dar Al Shouk Beirut, 2015 (en àrab)
- Una visió del desenvolupament de Jerusalem, PECDAR, 2010.
- The Encyclopedia of Palestinian Terms and Concepts, Centre Palestí d’Estudis Regionals, 2009.
- Ikleel Men Shawk (corona d’espines) editorials científiques àrabs. Beirut, 2009. Recull de contes.
- Política d’habitatge a Palestina, Ministeri de Foment, Ramallah, 2006.
- La desvinculació d'Israel de la franja de Gaza, (amb Tim Sheehi i Eyad Ennab), PECDAR, 2006.
- Palestina: perfil de país, PECDAR, 2006.
- El futur dels assentaments jueus. Centre Palestí d’Estudis Regionals, Al-Bireh, 2000.
- Israel a la regió: conflicte, hegemonia o cooperació, Centre Palestí d’Estudis Regionals, Al-Bireh, 1998.
- Crèdits del sector privat: assistència de donants, PECDAR, Jerusalem, 1998.
- The Politics of the Middle East Development Bank, Palestinian Centre for Regional Studies, Al-Bireh, 1998.
- Palestina: Construint la base del creixement econòmic, PECDAR, 1a ed. 1987 i 2a ed. 1998

## Premis
- "Chevalier de l'Ordre Nacional del Mèrit ", atorgat pel president de França, Jacques Chirac, maig de 1999.[cal citació]
- La Samaritan Medal, atorgada per la Fundació Samaritan, maig de 2009.